# Xã Gold Hill, Quận Gallatin, Illinois
Xã Gold Hill (tiếng Anh: Gold Hill Township) là một xã thuộc quận Gallatin, tiểu bang Illinois, Hoa Kỳ. Năm 2010, dân số của xã này là 1.708 người.